# Елгашево
Елгашево (баш. Ялғаш) — упразднённая в 2005 году деревня Маядыковского сельсовета Бирского района Республики Башкортостан.

## Топоним
Прежнее название — деревня Елгашева.
После образования выселка образовалось парное именование: Старо-Елгашева (Староелгашево) и Ново-Елгашева.
Название по речке от Ялғаш. Этимология гидронима, как указывает О. В. Тугузбаева, неизвестна (Тугузбаева О. В. Словарь топонимов города Бирска и Бирского района Республики Башкортостан. — Уфа, 2011. — 75 c. С.40).

## География
Находился на автодороге от Маядыково, у реки с пересыхающим руслом.
По описанию на конец XIX века, «расположена на ровном месте, в центре надела, в 28 верстах от г. Бирска — главного места сбыта продуктов».

### Географическое положение
Расстояние до (на 1 января 1969):
- районного центра (Бирск): 34 км,
- центра сельсовета (Маядыково): 3 км,
- ближайшей ж/д станции (Загородная): 112 км.

## История
По данным на 1899 год («Сборник статистических сведений по Бирскому уезду») деревня Елгашева входила в состав Базановской волости.
По СНМ 1906г деревня Старо-Елгашева входила в Айбашевскую волость. Находится при речке Елгашевке, на просёлочной дороге. Действуют 2 бакалейные лавки, 6 ветряных мельниц, хлебо-запасный магазин. На 91 двор указано 263/325 жителей, основное занятие — земледелие.
Закон «О внесении изменений в административно-территориальное устройство Республики Башкортостан в связи с образованием, объединением, упразднением и изменением статуса населённых пунктов, переносом административных центров» от 20 июля 2005 года № 211-з., ст.1 гласил:

4. Упразднить следующие населённые пункты:
….

10) в Бирском районе:
а) деревню Гребени Баженовского сельсовета
б) село Дубровка Осиновского сельсовета

в) деревню Елгашево Маядыковского сельсовета

## Население
На 1899 год «население — русское, бывшие удельные крестьяне, в числе 128 дворовых и 228 ревизионных душ, надел получившие от удела».
На 1 января 1969 года проживали 271 человек; преимущественно русские.

## Инфраструктура
Основой экономики было сельское хозяйство.
По описанию на конец XIX века: "Земля в двух участках: 2-й — сенокосный, в 5 — 6 верстах от селения, за река Белой. Изменения в угодьях: 25 десятин выгона распаханы и около 10 десятин пашни отошли под полотно дороги. 19 домохозяев имеют особо купленную землю. Пашня на ровном месте, при селении. Старая пашня распахана лет 150 тому назад и выпахана. Почва — рыхлый чернозем, глубиною 4 — 8 вершков. Подпочва — вязкая глина. На полях встречаются сорные травы. Севооборот — трехполье. Сеют: рожь, овес, полбу, гречу, просо, горох, лен и коноплю. Удобрение начинает вводиться. Пашут кунгурками. В селении 10 веялок. Огороды разводятся для себя. Скотоводство — хозяйственное. Скот пасется, кроме выгона, по пару, свободным полям и лугам. Избы топят покупными дровами. Сенокос поемный, по ровному месту, с наносной почвой, в пойме реки Белой. Выгон специальный, местоположение ровное. В селении есть 7 ветряных мельниц, 1 бакалейная лавка и 4 обдирки, принадлежащие отдельным хозяевам. Аренда: часть населения (62 хозяев) арендуют пашню на 12 лет, 26 человек за деньги по-десятинно арендуют тоже пашню, 10 человек — из части и 10 человек сдают свои надельные покосы в аренду..

## Транспорт
Несмотря на упразднение, в 2020 году действует автобусная остановка «Елгашево»